# Péninsule de Broager
La péninsule de Broager (en danois : Broager Land) est une grande péninsule du Jutland du Sud, au Danemark, d’une superficie d’environ 35 km², située sur le côté nord du fjord de Flensbourg. Le point culminant est Gratelund avec 57 m d’altitude. La partie nord-est est très vallonnée à la suite de la dernière période glaciaire. La péninsule contribue à donner au fjord de Flensbourg son cours extérieur complexe.
La plus grande ville de la péninsule est Broager, qui domine la moitié la plus septentrionale.
Depuis les flèches de l’église de Broager, les soldats prussiens pouvaient suivre le bombardement de Dybbøl Banke en 1864. Des canons prussiens placés sur les falaises de Gammelmark tiraient à travers le Vemmingbund sur les redoutes danoises. On peut encore voir où se trouvaient les armes.
À l’extrémité nord-ouest de la péninsule se trouve la ville d’Egernsund, et un peu à l’est de celle-ci Rendbjerg.
Un peu au nord-ouest de Broager se trouve le village de Skodsbøl et un peu avant se trouve le rempart de Smølvold.
Au sud de Broager se trouve le village d’Iller, qui est devenu célèbre pour sa production de briques. Sur la partie côtière de l’Iller Strand, plusieurs briqueteries ont été établies au XVIIIe siècle. Des huit anciennes briqueteries d’Iller Strand (1895), il reste l’actuel musée de la briqueterie de Cathrinesminde. Au sud-ouest de Cathrinesminde se trouve le village de Brunsnæs, où jusqu’en 1999 poussait une aubépine vieille de 500 ans.
À 2 km au sud-est de Broager se trouve le village de Dynt.
Au milieu de la partie sud de la péninsule se trouve le village de Skelde, connu pour sa maison de la culture et de l’activité Nette Jensen. Sur la côte à l’est de Skelde se trouve Skelde Kobbelskov, qui abrite 2 longs tumulus.
Jusqu’en 2006, la péninsule appartenait à la municipalité de Broager, qui avait une superficie de 43,38 km² et une population de 6362 habitants.

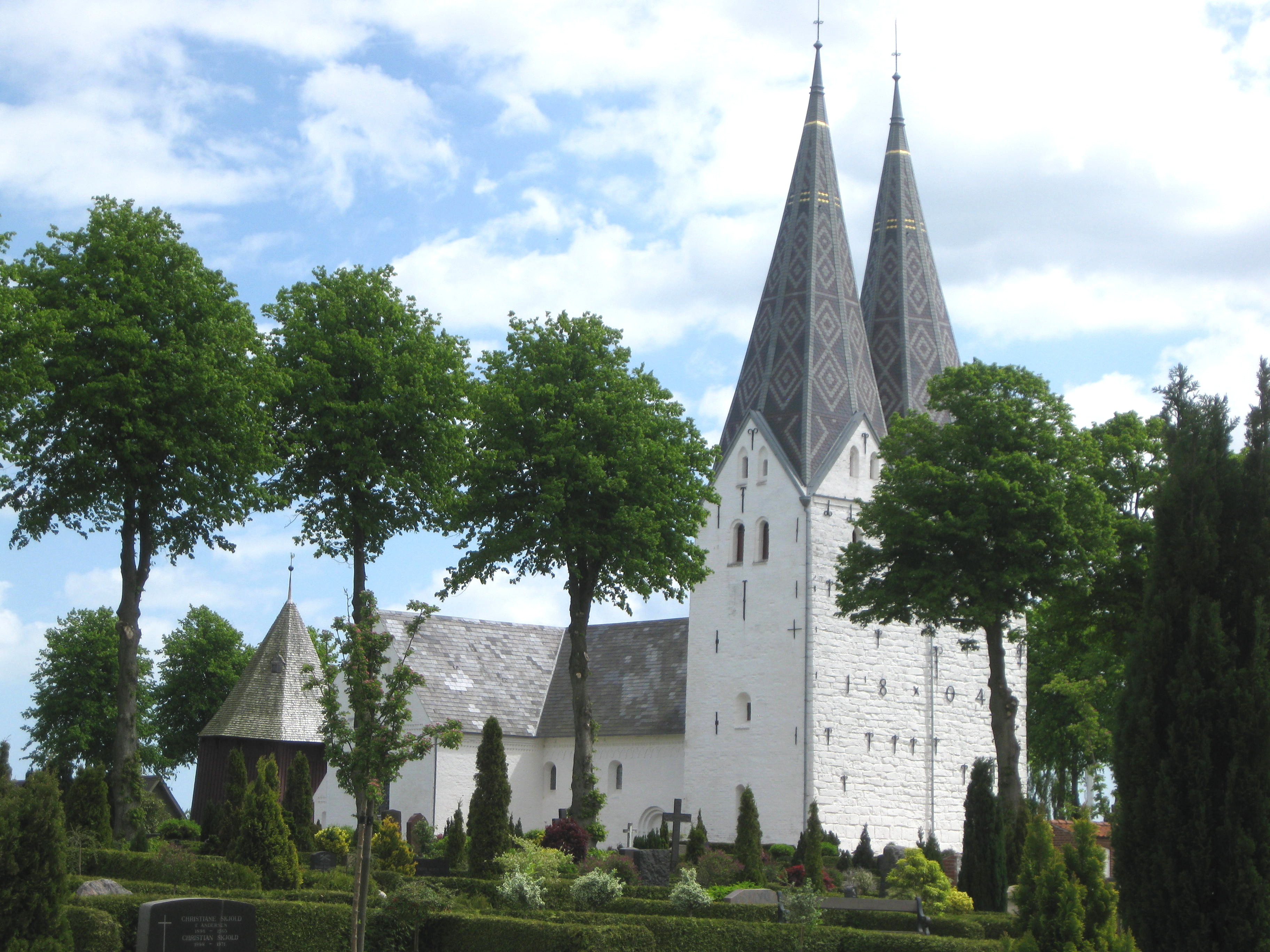
Broager Kirke, 2010
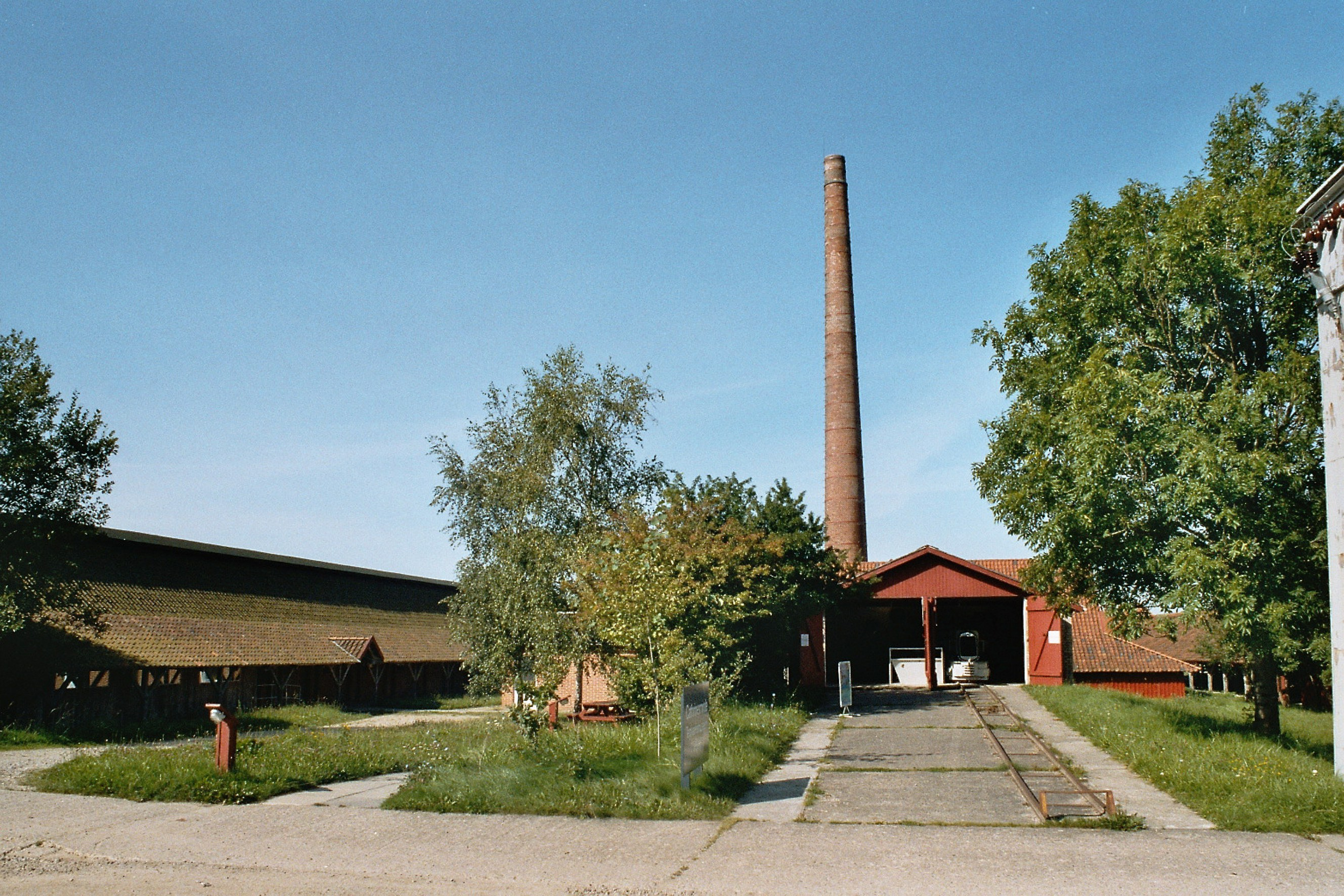
Le musée de la briqueterie de Cathrinesminde, 2004
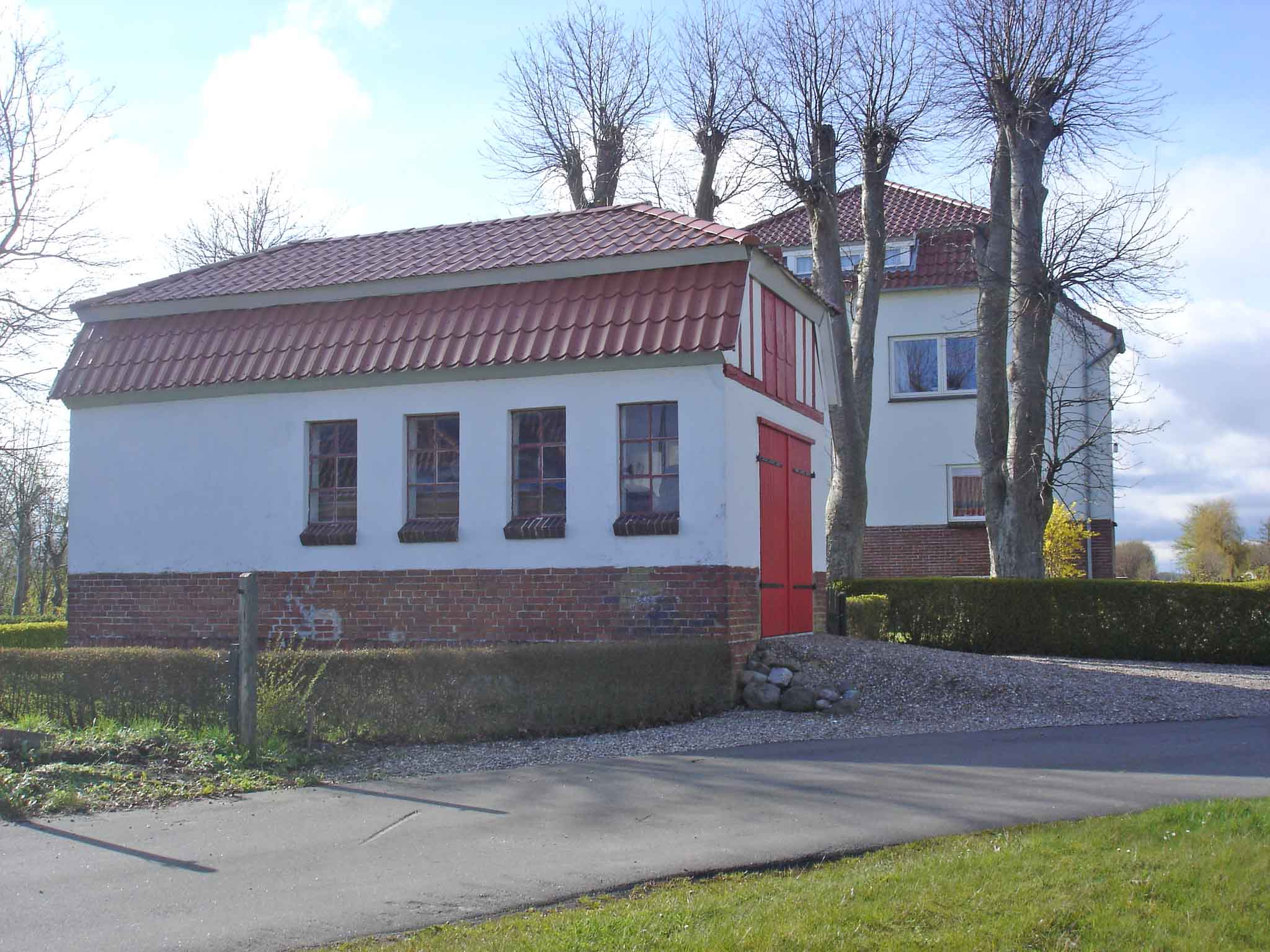
L’ancienne gare de Skelde avec entrepôt, 2016
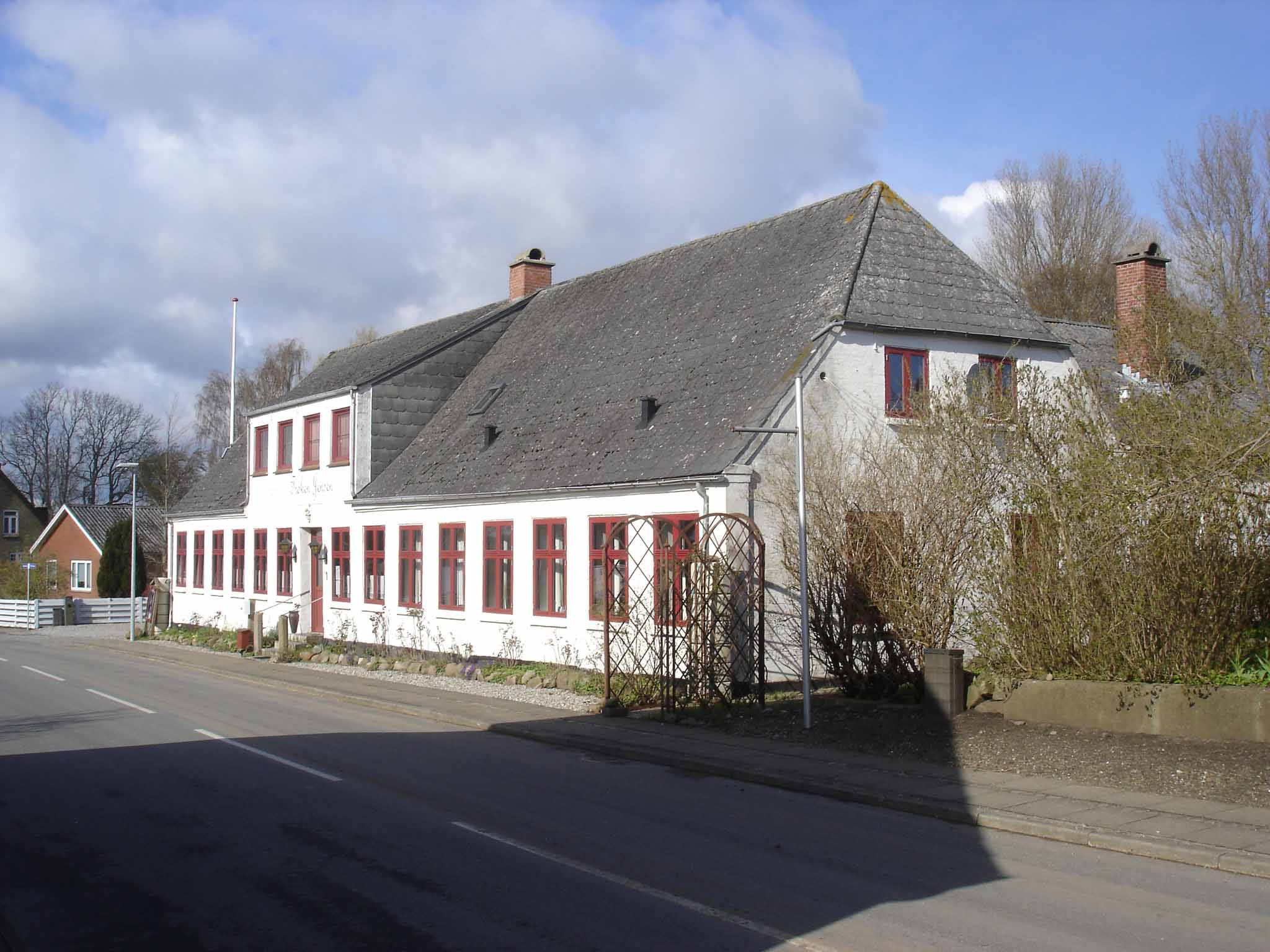
L’auberge Frøken Jensen à Skelde existe depuis 1888 (photo prise en 2016)
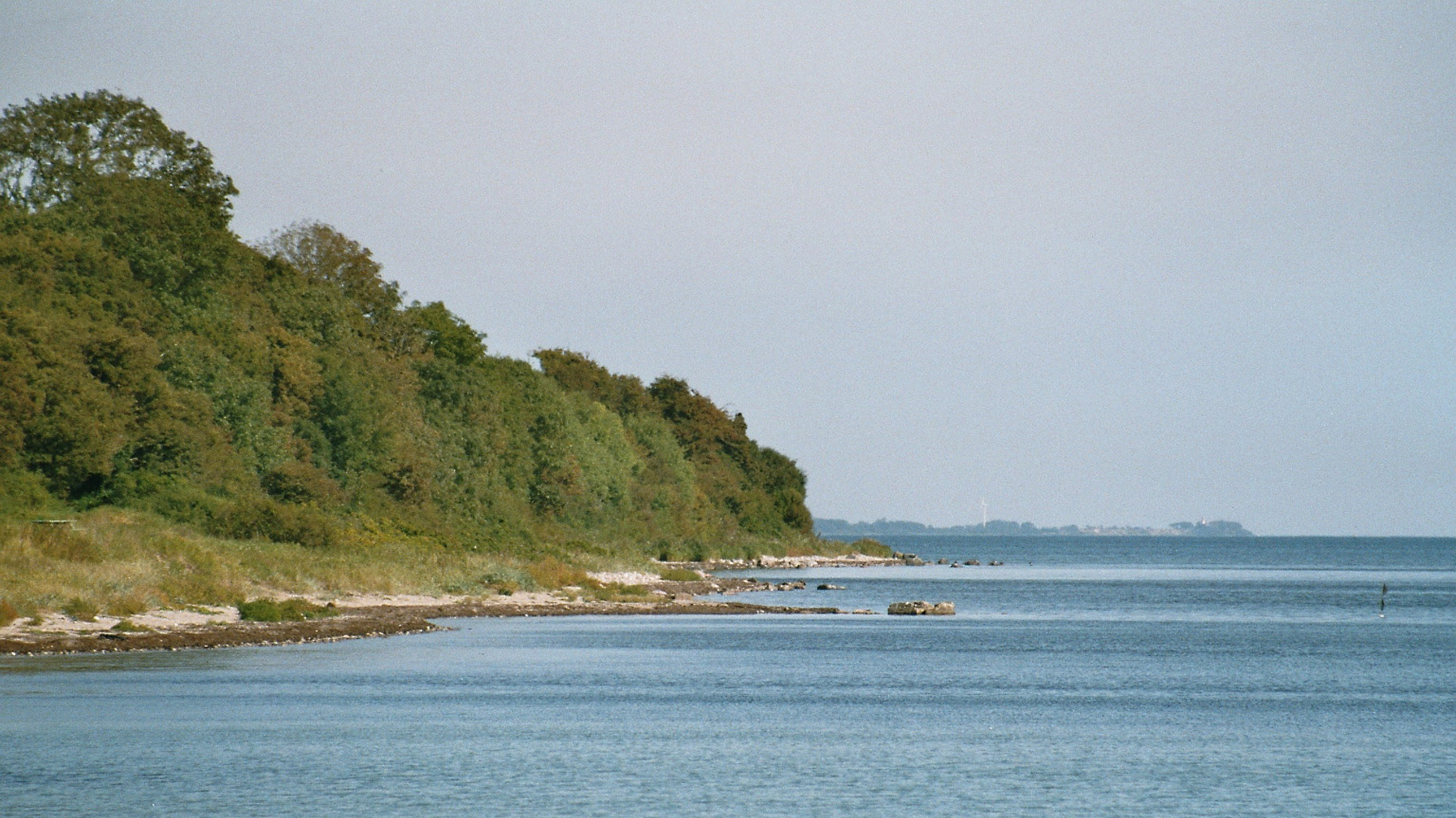
Plage à Kragesand
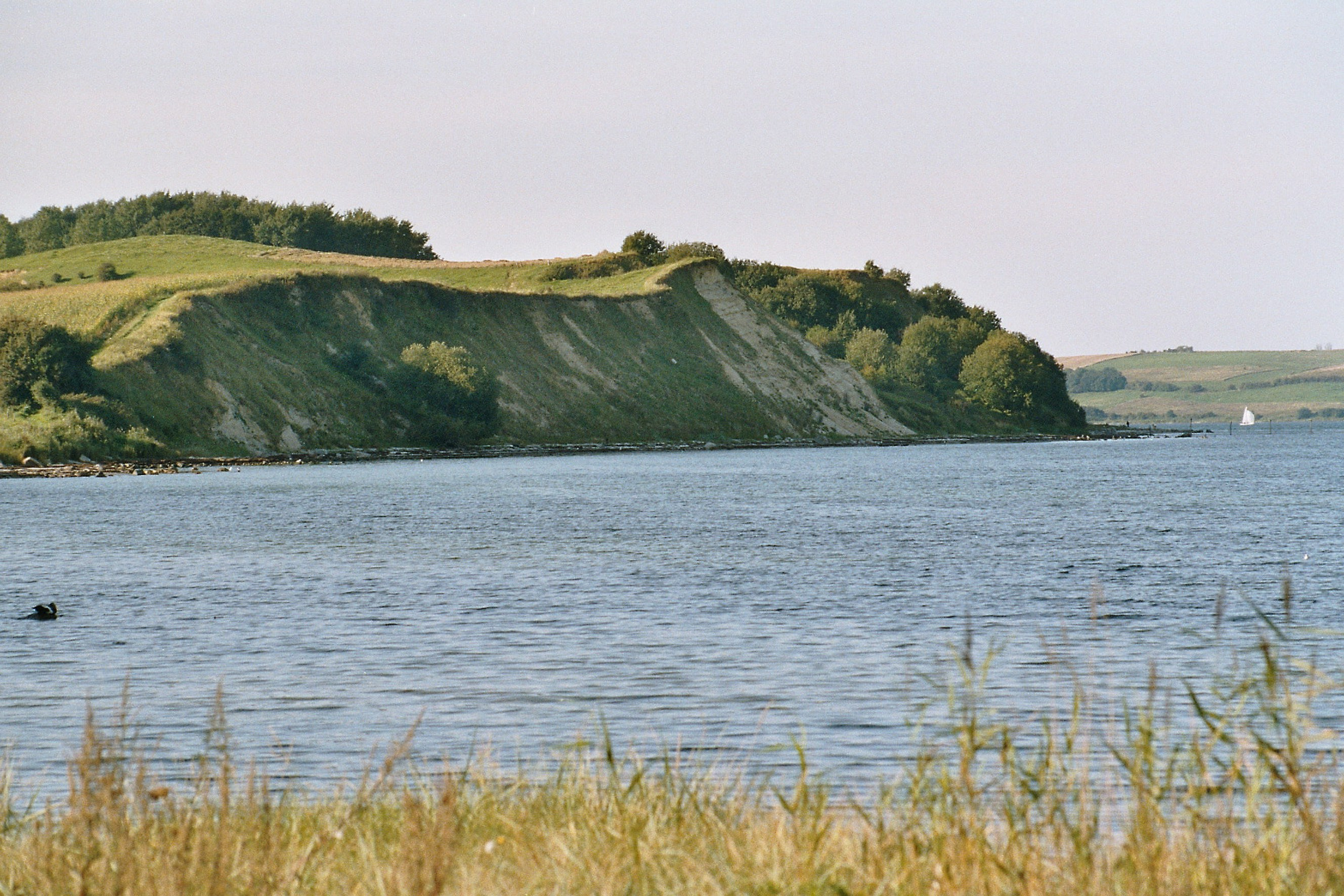
Falaises de Stensigmose, à l’est sur la baie de Sønderborg, 2004